# SN 2023ixf
SN 2023ixf是一顆II型超新星（核心坍縮），位於風車星系中。日本业余天文学家板垣公一於2023年5月19日首次發現它，並立即將其歸類為II型超新星。發現時的初始視星等為14.9等。SN 2023ixf被發現後，史維基瞬變探測器（Zwicky Transient Facility）在板垣公一發現前兩天的一張照片上辨識出15.87等超新星。 這顆超新星距離地球約2,100萬光年，將會產生一顆中子星或黑洞。
這顆超新星位於風車星系外旋臂中一個突出的H II區NGC 5461附近。
科學家可以使用114毫米（4.5 英寸）的望遠鏡可以看到SN 2023ixf，並且應該在幾個月內都可使用業餘望遠鏡觀測。上一顆離地球這麼近的超新星是雪茄星系中的SN 2014J，距離地球大約1,200萬光年。